# Saint-Maurice-de-Satonnay
Saint-Maurice-de-Satonnay é uma comuna francesa na região administrativa de Borgonha-Franco-Condado, no departamento Saône-et-Loire. Estende-se por uma área de 10,26 km². Em 2010 a comuna tinha 500 habitantes (densidade: 48,7 hab./km²).